# Elecciones estatales de Sonora de 2024
Las elecciones estatales de Sonora de 2024 se llevaron a cabo el domingo 2 de junio de 2024, en simultáneo con las elecciones federales, y en ellas se renovaron los titulares de los siguientes cargos de elección popular del estado mexicano de Sonora:
- 33 diputados estatales: 21 diputados electos por mayoría relativa y 12 designados mediante representación proporcional para integrar la LXIV Legislatura.
- 72 ayuntamientos: Compuestos por un presidente municipal, un síndico y sus regidores. Electos para un periodo de tres años.

## Organización

### Partidos políticos
En las elecciones estatales tienen derecho a participar once partidos políticos. Siete son partidos políticos con registro nacional: Partido Acción Nacional (PAN), Partido Revolucionario Institucional (PRI), Partido de la Revolución Democrática (PRD), Partido del Trabajo (PT), Partido Verde Ecologista de México (PVEM), Movimiento Ciudadano (MC) y  Movimiento Regeneración Nacional (Morena). Y tres partidos políticos estatales: Nueva Alianza Sonora (NAS), Partido Encuentro Solidario de Sonora (PES) y Partido Sonorense (PS).

### Distritos electorales
Para la elección de diputados de mayoría relativa del Congreso del Estado de Sonora, la entidad se divide en 21 distritos electorales. La distritación electoral en Sonora fue modificada el 19 de octubre de 2022, por el Instituto Nacional Electoral mediante el Acuerdo INE/CG639/2022.
| Distrito | Cabecera              | Mapa |
| -------- | --------------------- | ---- |
| 1        | San Luis Río Colorado |      |
| 2        | Puerto Peñasco        |      |
| 3        | Caborca               |      |
| 4        | Nogales               |      |
| 5        | Nogales               |      |
| 6        | Hermosillo            |      |
| 7        | Agua Prieta           |      |
| 8        | Hermosillo            |      |
| 9        | Hermosillo            |      |
| 10       | Hermosillo            |      |
| 11       | Hermosillo            |      |
| 12       | Hermosillo            |      |
| 13       | Guaymas               |      |
| 14       | Empalme               |      |
| 15       | Cajeme                |      |
| 16       | Cajeme                |      |
| 17       | Cajeme                |      |
| 18       | Cananea               |      |
| 19       | Navojoa               |      |
| 20       | Etchojoa              |      |
| 21       | Huatabampo            |      |

## Candidaturas

### Candidaturas independientes
El Consejo General del Instituto Estatal Electoral y de Participación Ciudadana (IEE Sonora) emitió la declaratoria para que seis sonorenses tengan derecho a registrarse como candidatos independientes, para contender por los municipios de Nacozari de García, Santa Ana, Nogales, Etchojoa y Magdalena. Se trata de Pedro Morghen Rivera, del municipio de Nacozari de García; José de Jesús Báez Gálvez, de Nogales; Sebastián de Jesús Valenzuela Valenzuela, de Etchojoa; Omar Ortez Guerrero, del municipio de Magdalena de Kino; así como de Gerardo Leyva González y Agustín Rodríguez Serrato, quienes podrán registrarse como candidatos al Ayuntamiento de Santa Ana.

### Fuerza y Corazón por Sonora
El 22 de enero de 2024, el PRI, PAN y PRD anunciaron ante el IEE Sonora, la formalización de una coalición denominada Fuerza y Corazón por Sonora. 